# Argelia en los Juegos Paralímpicos de París 2024
Argelia estuvo representada en los Juegos Paralímpicos de París 2024 por un total de 26 deportistas, 18 hombres y ocho mujeres.La nación, cuya participación fue la novena, obtuvo 11 medallas; 6 de oro y 5 de bronce.

## Medallistas
El equipo paralímpico argelino obtuvo las siguientes medallas:
| Nombre               | Deporte                   | Evento                         |
| -------------------- | ------------------------- | ------------------------------ |
| Oro                  |                           |                                |
| Nasima Saifi         | Atletismo                 | Disco F57 femenino             |
| Safia Yelal          | Atletismo                 | Peso F57 femenino              |
| Skander Yamil Azmani | Atletismo                 | 100 m T13 masculino            |
| Skander Yamil Azmani | Atletismo                 | 400 m T13 masculino            |
| Abdelkader Buamer    | Judo                      | –60 kg J1 masculino            |
| Brahim Guenduz       | Piragüismo                | KL3 masculino                  |
| Plata                |                           |                                |
| —                    |                           |                                |
| Bronce               |                           |                                |
| Nasima Saifi         | Atletismo                 | Disco F57 femenino             |
| Linda Hamri          | Atletismo                 | Salto de longitud T12 femenino |
| Ahmed Mehideb        | Atletismo                 | Maza F32 masculino             |
| Ishak Uldkuider      | Judo                      | –60 kg J2 masculino            |
| Hocin Betir          | Levantamiento de potencia | –65 kg masculino               |